# زيلبور كليل
زيلبور كليل (الاسم العلمي:Xyleborus muticus) هو نوع من الحشرات يتبع جنس الزيلبور من فصيلة السوسية الحقيقية.